# Openshaw
Openshaw är en stadsdel i Manchester, i distriktet Manchester, i grevskapet Greater Manchester, i England. Openshaw var en civil parish från 1866 till 1896 då den blev en del av South Manchester. Denna civil parish hade 23 927 invånare år 1891.